# Cerfennia
Cerfennia era un'antica città situata nel territorio dei Marsi, poco distante rispetto alla contemporanea Collarmele, nei pressi della strada che valica l'antico Mons Imeus, corrispondente al contemporaneo passo di Forca Caruso, al confine tra la Marsica e la valle Peligna.

## Storia

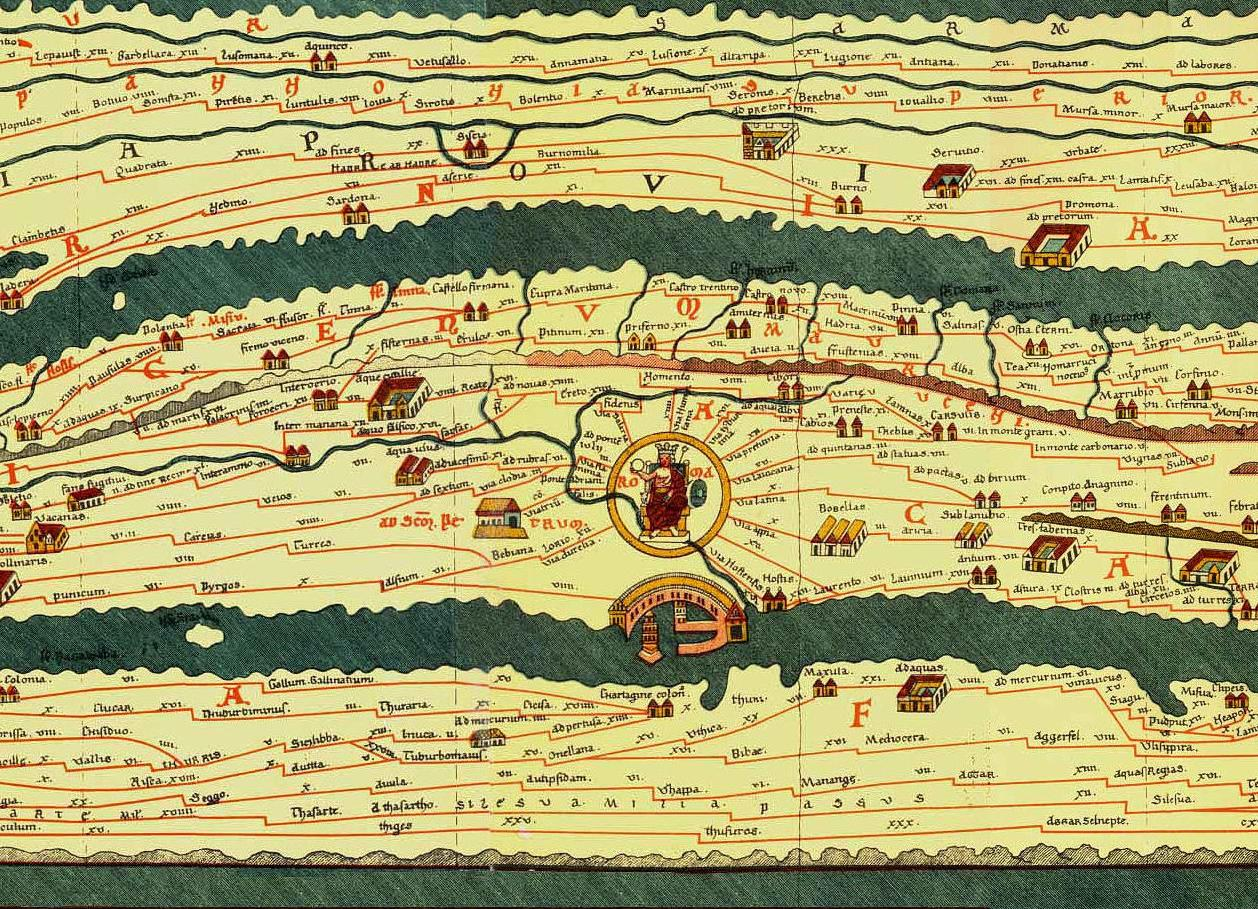
Cerfennia a destra di Roma nella Tavola Peutingeriana

Cerfennia è stata localizzata a circa tre miglia a nord di Marruvium, capitale dei Marsi e lungo la via Valeria che la collegava a Corfinium, alla valle dell'Aterno ed infine ad Ostia Aterni. Tra il 48 e il 49 d.C. a seguito delle opere di restauro e completamento avvenute nel tratto tra la stazione di passaggio di Corfinio e la contemporanea Pescara da parte dell'imperatore Claudio, quest'ultimo tratto assunse il nome di via Claudia Valeria.
Della città antica ci sono poche testimonianze archeologiche ed epigrafiche, fonti antiche la riportano insieme agli oppida di epoca romana del territorio dei Marsi, Antinum, Fresilia, Milonia, Plestinia e Lucus Angitiae, mentre le città principali erano Marruvio e, al confine del territorio equo, Alba Fucens. Non c'è certezza sulla data e sul periodo della creazione del centro fortificato, come pure non sembra che questo possa essere identificato con "Cesenna" (o "Cesennia") che secondo Tito Livio i romani espugnarono nell'anno 305 insieme alle città sannite di Bovianum, Sora e Arpinum.
Come per Corfinium il toponimo potrebbe essere legato al culto dei Cerfi, categoria delle divinità del pantheon dei popoli italici preromani. Il nome di Campo Cerfegna, nelle vicinanze della contemporanea Collarmele, sarebbe riconducibile al centro fortificato preromano di Cerfennia che entrò a far parte dal I secolo a.C del municipio romano di Marruvium.
Nel XII secolo il toponimo resiste come "Cerferno" in una bolla di Papa Pasquale II diretta al vescovo dei Marsi Berardo in cui si menziona la chiesa di Santa Felicita.